# Gulliver/Hay Chewed/Reprise
Gulliver/Hay-Chewed/Reprise sono tre brani composti ed interpretati da Elton John. Il testo di Gulliver è di Bernie Taupin. Provengono dall'album Empty Sky del 1969, del quale costituiscono la nona traccia.

## I brani

### Gulliver: 00:00 - 03:07

#### Struttura del brano
Gulliver viene aperta dalla chitarra acustica di Caleb Quaye: segue subito Elton al pianoforte. La melodia, decisamente malinconica, richiama alla mente il blues ma potrebbe rientrare anche nell'ambito dell'alternative rock. Sono presenti, come in molti altri brani dell'album, Tony Murray al basso e Roger Pope alla batteria. Il brano finisce in maniera bizzarra e confluisce immediatamente nel pezzo successivo, Hay Chewed; ciò nonostante, è stato comunque lodato da ampia parte della critica.

#### Significato del testo
Il testo di Bernie parla della triste vicenda di un cane (chiamato per l'appunto Gulliver) il quale, dopo essere impazzito, viene soppresso dal padrone.

### Hay-Chewed: 03:08 - 04:40
Il brano (letteralmente Fieno masticato), nella versione rimasterizzata di Empty Sky del 1995, è erroneamente accreditato come It's Hay Chewed. Si tratta in sostanza di uno strumentale dai toni jazz (è infatti presente Don Fay al sassofono). Il titolo potrebbe essere un gioco di parole rassomigliante foneticamente ad Hey Jude.

### Reprise: 04:41 - 06:59
Reprise è, in sostanza, un semplice medley di tutti i brani dell'album (ognuno di essi dura al massimo una ventina di secondi). Essa finisce alla stessa, bizzarra, maniera di Gulliver.

## Esibizioni live
I tre brani non sono mai stati eseguiti live, né in radio né in concerto.

## Musicisti
- Elton John - pianoforte, voce
- Caleb Quaye - chitarre
- Tony Murray - basso
- Roger Pope - batteria
- Don Fay - sassofono (in Hay Chewed)